# Edward John Routh

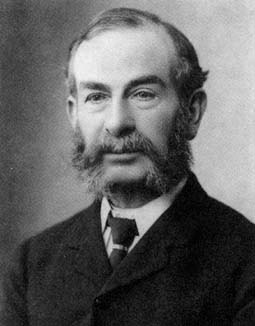
Edward John Routh

Edward John Routh (ur. 20 stycznia 1831 w Quebecu, zm. 7 czerwca 1907 w Cambridge) – matematyk angielski.
Przyczynił się do usystematyzowania matematycznej teorii mechaniki. Był twórcą kilku koncepcji istotnych dla rozwoju teoria sterowania. W 1877 roku przedstawił matematyczną metodę określania kiedy równanie charakterystyczne posiada stabilne pierwiastki (zob. Kryterium stabilności Routha-Hurwitza).